# توماس جولد
توماس جولد (بالإنجليزية: Thomas Gold)‏ (و. 1920 – 2004 م) هو عالم فلك، ومهندس فضاء جوي، وعالم فيزياء فلكية، ومهندس، وفيزيائي، وأستاذ جامعي، من الولايات المتحدة، ولد في فيينا، وكان عضوًا في الجمعية الملكية، والأكاديمية الأمريكية للفنون والعلوم، والأكاديمية الوطنية للعلوم، والجمعية الأمريكية للفلسفة، توفي في إثاكا، نيويورك، عن عمر يناهز 84 عاماً.

## التعليم
تعلم في كلية الثالوث، كامبريدج.

## جوائز
حصل على جوائز منها:
- الميدالية الذهبية للجمعية الفلكية الملكية (1985)
- جائزة ريتشماير التذكارية [الإنجليزية]‏ (1962)
- زميل في الجمعية الملكية.